# Ingaröstrand
Ingaröstrand is een plaats in de gemeente Värmdö in het landschap Uppland en de provincie Stockholms län in Zweden. De plaats heeft 290 inwoners (2005) en een oppervlakte van 105 hectare.